# Меги Кју
Маргарет Дениз Квигли (енгл. Margaret Denise Quigley; рођена 22. маја 1979. у Хонолулуу), позната као Меги Кју (енгл. Maggie Q), америчка је глумица.